# Félix Ortiz y San Pelayo
Félix Ortiz y San Pelayo (Azpeitia, 20 de noviembre de 1856-Buenos Aires, 1941) fue un músico, periodista y escritor español.

## Biografía
Nacido en la localidad guipuzcoana de Azpeitia, era hijo del médico Dionisio Ortiz Arrieta y de Antonia San Pelayo Lombarri.
En octubre de 1872 fue matriculado como alumno de la Escuela Nacional de Música, en cuyos concursos públicos de armonía de 1879 obtuvo el primer premio. Fue discípulo de Galiana.
Combatió en la tercera guerra carlista en las filas legitimistas, llegando a obtener el grado de teniente de artillería.
En 1879 se mudó a Argentina, desde donde, además de impartir clases de música, ejerció de periodista. Fue también colaborador de publicaciones españolas como la revista Euskal-Erria o La Gaceta del Norte, donde informó de los acontecimientos políticos y sociales de Argentina.
Adherido al integrismo, en Buenos Aires colaboró con el representante carlista Francisco de Paula Oller, aunque también mantuvo intensas polémicas con él.
Como escritor, fue autor de obras entre las que se cuentan A mi madre, El «Plus Ultra» de Buenos Aires, Los vascos en América, Problemas pavorosos, Colección de pequeñas escenas y coros infantiles y De ciudadanía y de euskarismo, entre otros.

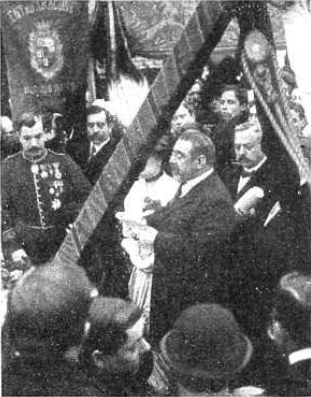
Félix Ortiz y San Pelayo, presidente de la Asociación Patriótica Española, leyendo un discurso en la colocación de la primera piedra de un edificio para la Asociación.
Caras y Caretas (18/10/1913).

En la capital argentina presidió la Juventud Católica y la Asociación Patriótica Española. Fue asimismo vicepresidente del directorio de El Diario Español y presidente honorario del Centro de Acción Española. Era miembro de la Real Academia de Bellas Artes de San Fernando y académico de la de Ciencias y Letras de Cádiz. Hombre devoto, era además ministro de la Tercera Orden de San Francisco.
Entre sus composiciones musicales, destacan la zarzuela El Medallón (1882) y la ópera en vascuence Artzay Mutilla (1900). En 1900 logró la supresión de estrofas del himno nacional argentino hirientes para España. Con motivo de la fiesta del 12 de Octubre de 1917, compuso un «Himno a la Raza».
Fue amigo del bardo vascongado José María de Iparraguirre, quien le dedicó el zorcico «Nere adiskide maite, Félix Ortizi». También tuvo relación con el P. Zacarías de Vizcarra, inventor del término «Hispanidad», y con Ramiro de Maeztu, embajador de España en Argentina entre 1928 y 1930, a quien obsequió con un banquete en su honor.
En 1931 seguía confesándose monárquico tradicionalista y en una entrevista se opuso al nuevo régimen republicano de España y al exceso de tolerancia política, que, en su opinión, había llevado a que algunos pretendiesen «mutilar el cuerpo sagrado de la patria», afirmando que consideraba el separatismo «criminal y merecedor del mayor castigo político». En 1934 colaboró con el diario El Siglo Futuro (órgano de la Comunión Tradicionalista), enviando crónicas sobre el Congreso Eucarístico de Buenos Aires.

El gobierno español, para premiar sus actividades patriótico-culturales, le concedió el título de caballero de la Gran Cruz de Isabel la Católica y la medalla de Oro de Ultramar.
Falleció en Buenos Aires en 1941.